# Baccon
Baccon – miejscowość i gmina we Francji, w Regionie Centralnym, w departamencie Loiret.
Według danych na rok 1990 gminę zamieszkiwało 568 osób, a gęstość zaludnienia wynosiła 17 osób/km² (wśród 1842 gmin Regionu Centralnego Baccon plasuje się na 627. miejscu pod względem liczby ludności, natomiast pod względem powierzchni na miejscu 276.).